# Таволжаное
Таволжаное (также Таволжанное, Траволжанное) — пресное бессточное озеро в Мишкинском районе Курганской области России, на границе с Шадринским районом. Озеро находится в 126 км к запад-северо-западу от Кургана и в 40 км к юго-западу от Шадринска. К западу лежит озеро Песчаное, а к югу — озёра Куликово и Ленево.
Водоём имеет лопастную форму с выделяющимся узким и длинным мысом на северо-востоке. Береговая линия умеренно изрезана. Зеркало озера расположено на высоте 142,8 метра над уровнем моря. Площадь водной поверхности — 22,4 км². Длина озера составляет около 7,5 км, максимальная ширина в центральной части — 4,3 км. Глубина в среднем составляет 2 метра при наибольшей глубине – 3 метра. Длина береговой линии — 25 км.
Значительных притоков не имеет. Дно илистое, возле сплавин — илисто-торфяное. Берега низкие, открытые, на мелководье густые заросли тростника. Южный и юго-западный берега сильно заболочены. В 1,5 км от западного берега находится село Песчанотаволжанское. С севера примыкают пашни и покосы. Острова отсутствуют.
В озере в изобилии обитает крупный карась. Кроме него водятся ротан, озёрный гольян и карп. На озере часто бывают заморы.